# Joseph Delattre
Joseph Delattre (Déville-lès-Rouen, 20 agosto 1858 – 6 agosto 1912) è stato un pittore francese della scuola di Rouen. 
Espose i suoi lavori alla V Mostra Impressionista del 1880.

## Biografia
Delattre era un amico intimo di Charles Angrand e Claude Monet, feroci sostenitori di nuove idee e dell'Impressionismo. I suoi primi dipinti fanno parte della tradizione della Scuola di Barbizon, progressivamente si evolvono sempre con maggiore libertà, con forme semplificate e con linee di contorno sbiadite. Più lui si allontanava dal suo stile convenzionale, più l'incomprensione del pubblico nei confronti del suo lavoro cresceva.
Nel 1895 Delattre fondò l'Académie libre in rue des Charrettes a Rouen. Questo negozio, che organizzava anche escursioni all'aperto per lavorare En plein air a Pré-aux-Loups o a Côte Sainte-Catherine, divenne ben presto un punto di incontro per i giovani artisti indipendenti della nuova generazione, appartenenti alla Scuola di Rouen. Tra i suoi studenti sono inclusi  Pierre Dumont e Robert Antoine Pinchon.
Joseph Delattre formò un legame di amicizia molto stretto con Léon Jules Lemaître e Charles Frechon. I tre verso, la fine del 1880, influenzati e uniti dal puntinismo di Camille Pissarro, erano chiamati les trois mousquetaires (i tre moschettieri).

## Onorificenze
Chemin Joseph-Delattre a Barentin è chiamata così in suo onore, così come esiste una Rue Joseph-Delattre a Canteleu, a Maromme, a Le Mesnil-Esnard, a Pavilly e a Rouen.

## Dipinti principali

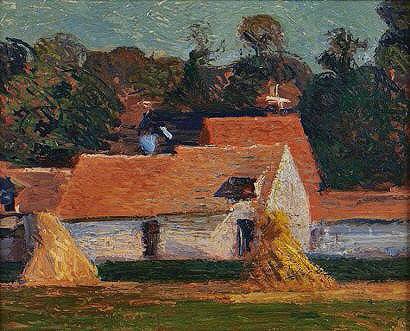
Fattoria a Déville, collezione privata
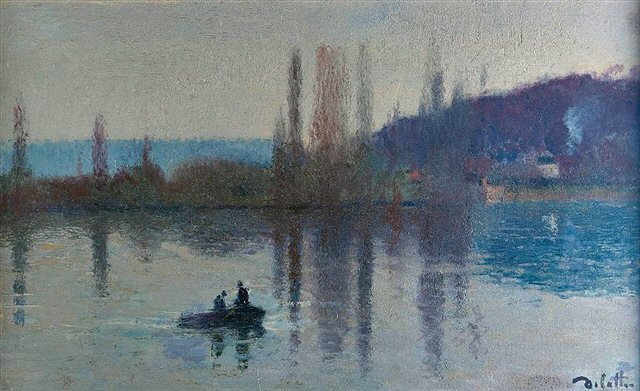
Il lago, collezione privata
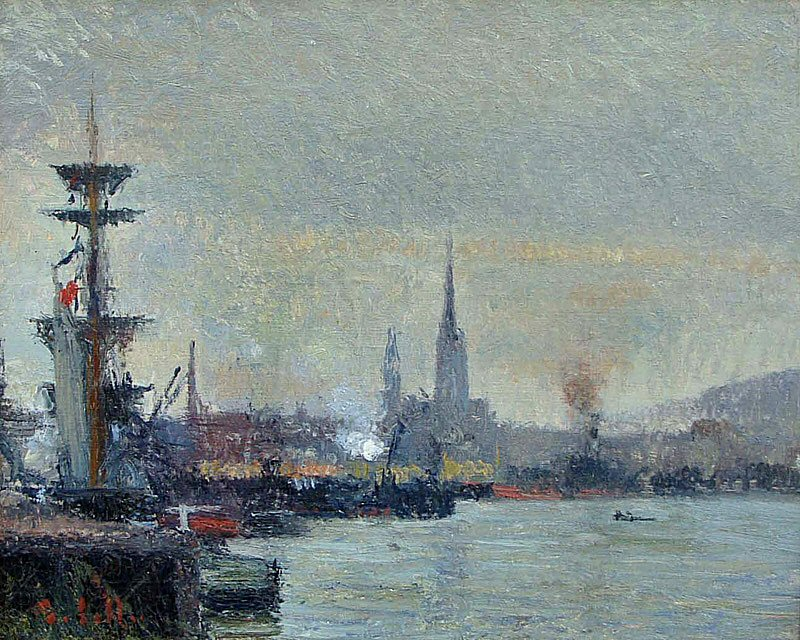
Il porto di Rouen, collezione privata
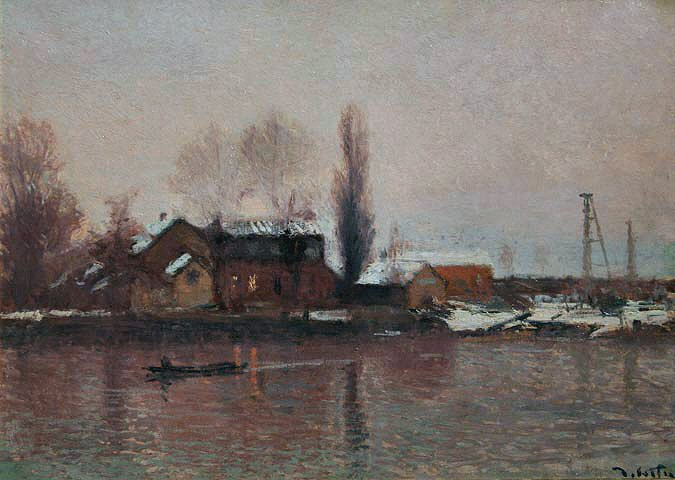
Prairie Saint-Gervais sotto la neve, collezione privata